# Кривощёков, Леонид Данилович
Леонид Данилович Кривощеков (22 декабря 1922, Коробейниково, Алтайская губерния — 2003, Россия) — советский поэт-фронтовик, переводчик с казахского языка. Участник Великой Отечественной войны.

## Биография
Леонид Данилович Кривощеков родился в 1922 году в селе Коробейниково (ныне — Шипуновского района Алтайского края).
Окончил среднюю школу в 1941 году в городе Алма-Ате, Казахская ССР.
Призван в Советскую Армию Ленинским РВК города Алма-Ата в июне 1941 года.
Окончил Литературный институт имени А. М. Горького.
Работал корреспондентом журнала «Огонёк» по республике, в аппарате Союза писателей Казахстана.
Умер и похоронен на территории Российской Федерации в 2003 году.

## Творчество
Выпущено несколько сборников стихов поэта — «С открытым сердцем» (1953), «У старых тополей» (1955), «Поздняя встреча» (1958), «Возвращение птиц» (1960), «Разлуки и встречи» (1963), «Синий апрель» (1969), «Взаимность» (1973), сборники рассказов — «Не ходи никуда без сердца своего» (1964), «Часы разведчика» (1965), романы «Огненное кольцо» (1968, в соавторстве с М. Митько), «Война уходит на запад» (1971).
Перевел на русский язык произведения X. Ергалиева, К. Жармагамбетова, М. Дузенова.

## Награды и звания
За время военной службы, за проявленные в ходе Великой Отечественной войны мужество и героизм, а в последующем длительной трудовой деятельности Леонид Кривощеков был награжден:
- 1944 — Орден Красной Звезды
- 1944 — Орден Красной Звезды
- 1944 — Медаль «За отвагу»
- 1945 — Орден Красной Звезды
- 1945 — Медаль «За победу над Германией в Великой Отечественной войне 1941—1945 гг.»
- 1945 — Медаль «За оборону Москвы»
- 1959 — Орден «Знак Почёта» — за выдающиеся заслуги в развитии казахского искусства и литературы и в связи с декадой казахского искусства и литературы в гор. Москве
- 1970 — Медаль «Ветеран труда»
- 1985 — Орден Отечественной войны 1 степени
- Почётная грамота Верховного Совета Казахской ССР

- Государственные юбилейные медали
- 1965 — Юбилейная медаль «Двадцать лет Победы в Великой Отечественной войне 1941—1945 гг.»
- 1968 — Юбилейная медаль «50 лет Вооружённых Сил СССР»
- 1975 — Юбилейная медаль «Тридцать лет Победы в Великой Отечественной войне 1941—1945 гг.»
- 1978 — Юбилейная медаль «60 лет Вооружённых Сил СССР»
- 1985 — Юбилейная медаль «Сорок лет Победы в Великой Отечественной войне 1941—1945 гг.»
- 1988 — Юбилейная медаль «70 лет Вооружённых Сил СССР»
- Казахстан
- 1996 — Орден «Парасат»[1]